# 狮级战列巡洋舰
獅級戰鬥巡洋艦是英國海軍在第一次世界大戰爆發前夕所建造的兩艘戰鬥巡洋艦的船級。由於德國的毛奇級大巡洋艦在性能上已經超過英國海軍的無敵級戰鬥巡洋艦，獅級戰鬥巡洋艦在航速、武器和裝甲方面進行了大幅度提升以與之競爭。獅級戰鬥巡洋艦也是大日本帝國海軍的金剛級戰鬥艦的主要設計參考。
獅號在第一次世界大戰期間擔任大艦隊的旗艦。1914年8月，她在黑爾戈蘭灣海戰期間擊沉了德國的輕型巡洋艦科隆號，隨後參加了1915年的多格爾沙洲海戰和1916年的日德蘭海戰。在黑爾戈蘭灣海戰中，她受損嚴重被迫拖回港口維修。在日德蘭海戰期間，獅號因為無煙火藥爆炸引發的火災而受損嚴重，幾乎導致整條船損毀。
姊妹艦中的另一艘-皇家公主號，也參加了黑爾戈蘭灣海戰，之後被派往加勒比海南部阻止德國東亞分艦隊通過巴拿馬運河。這場戰役中，德國艦隊被全殲。隨後她被編入第一戰鬥巡洋艦分艦隊，在多戈灘戰役中擊中了布呂歇爾號。不久之後，皇家公主號升格為分艦隊旗艦參與了日德蘭海戰。因此，在日德蘭海戰期間，這兩艘姊妹艦曾並肩作戰。
在之後的作戰中，兩艘姊妹艦在北海進行巡邏任務，期間一直風平浪靜。隨後在1917年的第二次黑爾戈蘭灣海戰中提供了遠距離掩護。

## 概况
狮级是以压倒德国同类战舰为目的全新设计的战列巡洋舰。首舰狮号1909年9月29日开工。在设计阶段时英国海军出现“要速度还是要装甲”的争论，最后速度派占了上风，为安装更多的锅炉舰体长度超过200米。配备与1909型战列舰相同的13.5英寸口径主炮，主炮塔全部沿舰体纵向中轴线布置，舰体前部两座主炮塔采用背负式，舯部和艉部各一座主炮塔。该级舰在火炮威力与航行速度方面有明显的提高，但是由于追求速度导致动力装置占用过多重量，而防护能力的提升有限。英国海军注意力集中于速度和大口径火炮方面，忽视了其它必要的改进，而且将战列巡洋舰作为舰队机动打击力量加入主力舰队中参加海战，背离了设计战列巡洋舰的主导思想，在舰队行动中遭到了重大损失。在设计时海军建设部长菲利普-瓦茨爵士提出只要加长12英尺，就能安装第五座炮塔，所费不过175000英镑而能提长四分之一火力，但是未能通过。

## 作战
在下水后，狮号和长公主号编入第一巡洋中队，1913年1月重编为第一战列巡洋舰中队并以狮号为旗舰，3月1日迎来了它的长官——戴维·贝蒂海军少将。1914年2月该中队访问法国布雷斯特，于6月访问俄国并在喀琅施塔得接待了沙皇一家。1914年8月第一次世界大战爆发，狮号当时是皇家海军第一战列巡洋舰分舰队的旗舰；1915年1月24日狮号参加多格尔沙洲海战，被德国的名称战舰集中攻击严重受损；1916年5月31日狮号作为英国海军前锋舰队的旗舰参加日德兰海战而被熟知。在海战中，该舰的Q炮塔被击中险些引发弹药库爆炸，最后向弹药舱注水才保住了军舰。次型舰玛丽皇后号比前两艘狮级战列巡洋舰改进了设计，在动力与装甲方面与前两艘有所不同。在日德兰海战中，玛丽皇后号主炮塔中弹导致弹药库爆炸而沉没。战争结束后，狮号、长公主号根据1922年《华盛顿海军条约》的规定而解体。

### 引用
1. ↑  Massie, Robert (2004). Castles of Steel: Britain, Germany and the Winning of the Great War. New York: Random House. ISBN 0-224-04092-8.
2. ↑  .   [2012-06-17]. （原始内容存档于2012-04-19）.